# Duklja uralkodóinak listája
Az alábbi lista Duklja vagy Diokletia (szerbül: Дукља vagy Диоклетија, görögül: Διοκλεία [Diokleia], latinul: Doclea vagy Diocleia) uralkodóit tartalmazza  időrendben.
| Portré                         | Uralkodó                                                | Uralkodott | Szerb neve       | Megjegyzések |
| ------------------------------ | ------------------------------------------------------- | ---------- | ---------------- | --- |
| Vlasztimirovics-ház (950–1148) |                                                         |            |                  | |
| –                              | Hvalimir PETROVICS †971                                 | 950–971    |                  | Péter szerb fejedelem (†917) fia, aki halálakor 4 fia között felosztotta a birodalmát: Hvalimiré Duklja, Boleszlávé Travunija, Dragiszlávé Zahumlje, Szvevládé Podgorica lett. Hvalimir halálakor ismét tovább osztotta a birodalmat: Petriszláv kapta Duklja zetai részét, Dragomir Travuniát, Miroszláv pedig Duklja podgoriai részét. |
|                                | Petriszláv HVALIMIROVICS †990                           | 971–990    | Петрислав, Петap | Hvalimir fia. Miroszláv öccse halála után Duklját újra egyesítette. A Krajinai Szent Szűz Mária templomba temették. |
|                                | Iván Vlagymir PETRISZLAVICS *970 körül †1016. május 22. | 990–1016   | Јован Владимир   | Petriszláv fia. Megpróbálta védeni az országot a bolgár terjeszkedéssel szemben, de Sámuel cár 997-ben fogságba vetette Iván. Sámuel leánya Theodora beleszeretett a királyba, így az kiszabadult és visszatért Dukljába. Iván Vlagyiszláv bolgár cár 1016-ban lefejezetette. Szentté avattatott.                                        |
| –                              | Dragomir HVALIMIROVICS †1018                            | 1016–1018  |                  | Hvalimir fia. Iván Vlagyimir testvére. 2 évnyi uralom után meggyilkolták. |
|                                | I. Dobroszláv Voiszláv DRAGIMIRICS †1051                | 1018–1051  |                  | Dragomir fia. Kihasználta a bizánci hanyatlást, területeket csatolt Dukljához. |
|                                | I. Mihály DOBROSZLAVICS †1081                           | 1051–1081  | Михаило I        | I. Dobroszláv fia. 1077-től király. Harcokat folytatott a Bizánci Birodalom ellen. |
|                                | Konstantin Bodin MIHAILOVICS †1108                      | 1081–1101  | Константин Бодин | I. Mihály fia. 1072-ben III. Péter néven bolgár cár. 1085-ben elfojtott egy, a rokonai által kirobbantott felkelést. |
| –                              | II. Dobroszláv MIHAILOVICS †1134                        | 1101–1102  | Добросав II      | I. Mihály fia. A Rasciai Vukan megtámadta, megbuktatta, és száműzette. Később visszatérhetett Dukljába, a Szent Sergius és Bacchus Kolostorban hunyt el a Bojana folyónál – utód nélkül. |
| –                              | II. Mihály KONSTANTINOVICS †1102                        | 1101–1102  | Михаило II       | Konstantin fia. |
| –                              | III. Dobroszláv RADOSZLAVICS †?                         | 1102       | Добросав III     | Radoszláv fia. Leváltották, férfiatlanították és megvakították. |
| –                              | Kočopar BRANISZLAVICS †1103                             | 1102–1103  |                  | Braniszláv fia. Boszniával harcolt Rascia ellen. A harcokban esett el. |
| –                              | Vlagyimir VLAGYIMIROVICS †1113                          | 1103–1113  | Владимир         | I. Mihály unokája. |
| –                              | György †1131                                            | 1113–1118  | Đorđ(ij)e        | Vlagyimir unokatestvére. A Rasciai Vukan herceg leányát vette feleségül, ezzel a két ország között befejeződött a polgárháború. Megmérgezték. |
| –                              | Grubeša BRANISZLAVICS †1135                             | 1118–1125  |                  | Braniszláv fia. György király taszította le a trónról. Barban, a Szent György templomban temettetett el. |
| –                              | György (2x)                                             | 1125–1131  |                  | Konstantinápolyban börtönbe vetették, ott fejezte be az életét. |
| –                              | Gradinja BRANISZLAVICS †1148                            | 1131–1142  |                  | Grubeša öccse. A krónikák szerint szelíd, könyörületes, a szegényeket és az özvegyeket védelmező uralkodó volt, viszont területeket vesztett Duklja uralma alatt Bizánc javára. |
| –                              | Radoszláv GRADINJEVICS †1162                            | 1142–1148  |                  | Gradinja fia. Csak a fejedelmi címet viselte, már nem volt király. 1148 után csak a kiszakadt Kotorban uralkodott tovább 1162-ig. |
| –                              | Desa UROŠEVICS †1166                                    | 1148–1162  |                  | A szerb I. Uroš fia. Rascia uralkodója is. A magyarokkal igyekezett kapcsolatokat kiépíteni Bizánc ellenében. |
| –                              | III. Mihály †1186                                       | 1162–1186  | Михаило III      | 1162-ben Kotort visszacsatolta Dukljához, amelynek utolsó királya volt. Halála után I. István szerb nagyzsupán bekebelezte az országot. |

## Fordítás
- Ez a szócikk részben vagy egészben  a   Duklja című angol Wikipédia-szócikk fordításán alapul.  Az eredeti cikk szerkesztőit annak laptörténete sorolja fel. Ez a jelzés csupán a megfogalmazás eredetét és a szerzői jogokat jelzi, nem szolgál a cikkben szereplő információk forrásmegjelöléseként.